# Елифаз

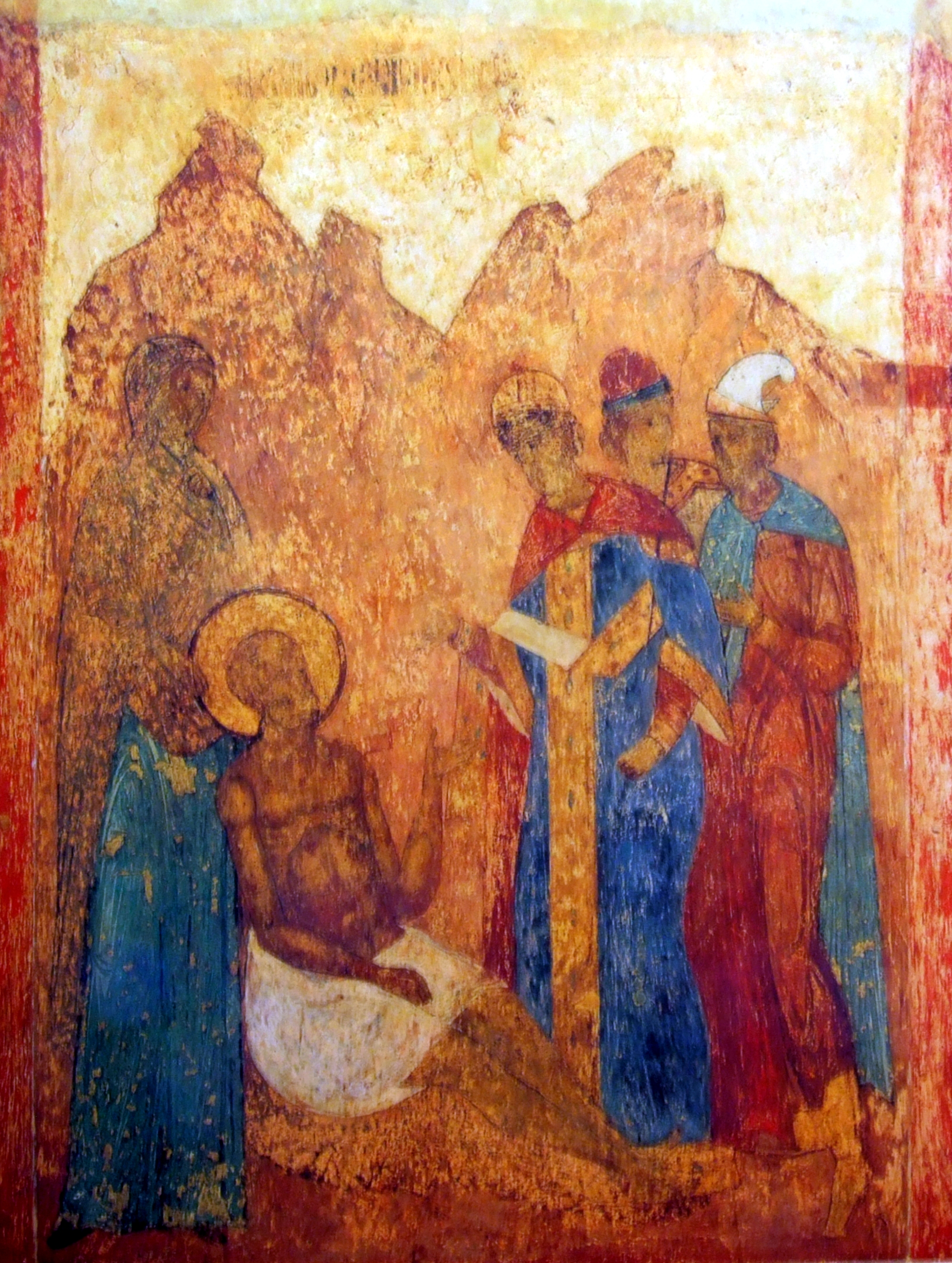
Иов с друзьями

Елифаз или Элифаз (ивр. אֱלִיפָז‎ [’Ělîp̄āz]; дословно — «Эль это золото») — первый из наиболее влиятельных друзей Иова, главного персонажа библейской книги Иова.

## Библейское повествование
Елифаза звали «Феманитянин», поскольку он был родом из страны Феман (Иов. 2:11, 4:1, 22:1) (важного центра в Эдоме, также так называется современный Йемен), названной по имени Фемана — сына Элифаза и внука Исава. Поэтому считают, что Елифаз мог быть потомком Фемана.
В речах своих к Иову Елифаз высказывает мысль, что все люди грешны, Бог правосуден и не может наказывать невинного, и, следовательно, если Иов терпит страдания, то причина этому — грехи его; затем он обвиняет Иова в нечестии и разных преступлениях и советует покаяться и исправиться (Книга Иова, главы 4, 5, 15 и 22).
Однако сам Господь оправдывает Иова и обличает Елифаза и его единомышленников за их неправедные мысли и речи, наиболее едкой из которых можно назвать третье обращение Елифаза к Иову:

Верно злоба твоя велика и беззакониям твоим нет конца, верно ты брал залоги от братьев твоих ни за что… утомленному жаждою не подавал воды, голодному — хлеба, вдов отсылал ни с чем, сирот оставлял с пустыми руками… За то вокруг тебя петли, и возмутил тебя неожиданный ужас, или тьма, в которой ты ничего не видишь, и множество воды покрыло тебя
— Иов. 22:5-11

Сблизься же с Ним — и будешь спокоен, чрез это придет к тебе добро
— Иов. 22:21

## Критика
Согласно Библейской энциклопедии архимандрита Никифора, это несправедливое и жестокое обвинение Иова в разных мнимых преступлениях навлекло на Елифаза и на друзей его гнев Божий, и только всесожжение, принесенное ими Господу, и молитва Иова могли отвратить его. Там же говорится, что «Елифаз, без сомнения, заблуждался, полагая, что различные бедствия, посылаемые Богом человеку, служат единственно воздаянием за его грехи и преступления».

## Память
Кибуц Элифаз на юге Израиля назван по имени этого библейского персонажа.